# Johan III van Nassau-Siegen
Johan III van Nassau-Siegen († 18 april 1430), bijgenaamd ‘de Jongere’, Duits: Johann III. ‘der Jüngere’ Graf von Nassau-Siegen (officiële titel: Graf zu Nassau, Vianden und Diez), was graaf van Nassau-Siegen, een deel van het graafschap Nassau. Hij stamt uit de Ottoonse Linie van het Huis Nassau. Samen met zijn broers erfde hij het graafschap Vianden, dat zo in bezit van het Huis Nassau kwam.

## Biografie
Johan was de vijfde zoon van graaf Johan I van Nassau-Siegen en Margaretha van der Mark, dochter van graaf Adolf II van der Mark en Margaretha van Kleef.
Als jongere zoon volgde Johan een kerkelijke carrière. Hij was proost van de Dom van Münster 1410–1414.
In 1416 overleed Johans vader, vermoedelijk 77 jaar oud. Met een regeerperiode van 54 jaar was hij een van de langst regerende vorsten uit de middeleeuwen. Hij werd opgevolgd door Johan en zijn broers Adolf I, Johan II ‘met de Helm’ en Engelbrecht I. De broers regeerden het graafschap Nassau-Siegen gezamenlijk. Ze waren al in 1409 een gezamenlijke voortzetting van de regering overeengekomen. Gezamenlijk kochten de broers de andere helft van Siegen terug van het aartsbisdom Keulen.
In 1417 overleed Elisabeth van Sponheim-Kreuznach, gravin van Vianden, zonder nakomelingen. Johan en zijn broers waren als kleinzoons van Adelheid van Vianden de erfgenamen van Elisabeth en verkregen zodoende het graafschap Vianden en de heerlijkheden Sankt Vith, Bütgenbach, Dasburg en Grimbergen. De koning der Nederlanden voert nog altijd de titels graaf van Vianden, heer van Sankt Vith, Bütgenbach en Dasburg.
Na het overlijden van de oudste broer Adolf in 1420 volgden de drie overige broers hem op, maar zij verloren de helft van het graafschap Diez, evenals in 1428 ¼ van Camberg. Het graafschap Nassau-Siegen werd door de broers verdeeld, Johan verkreeg bij deze verdeling Haiger en Siegen.
Johan kreeg op 4 april 1418 van rooms-koning Sigismund de Burcht Greifenstein met de tol te Lahnstein.
Johan werd op 21 september 1424 door hertog van Adolf IV van Kleef benoemd tot overste en ambtman over al zijn landen, voor een periode van acht jaar.
Rond 1429 betaalden de graven van Virneburg Johan en zijn broers 21.000 goudgulden om hun aanspraken op de heerlijkheid Ravenstein met Herpen en Uden af te kopen.
Johan overleed ongehuwd op 18 april 1430 en werd opgevolgd door zijn broers Johan II en Engelbrecht I.

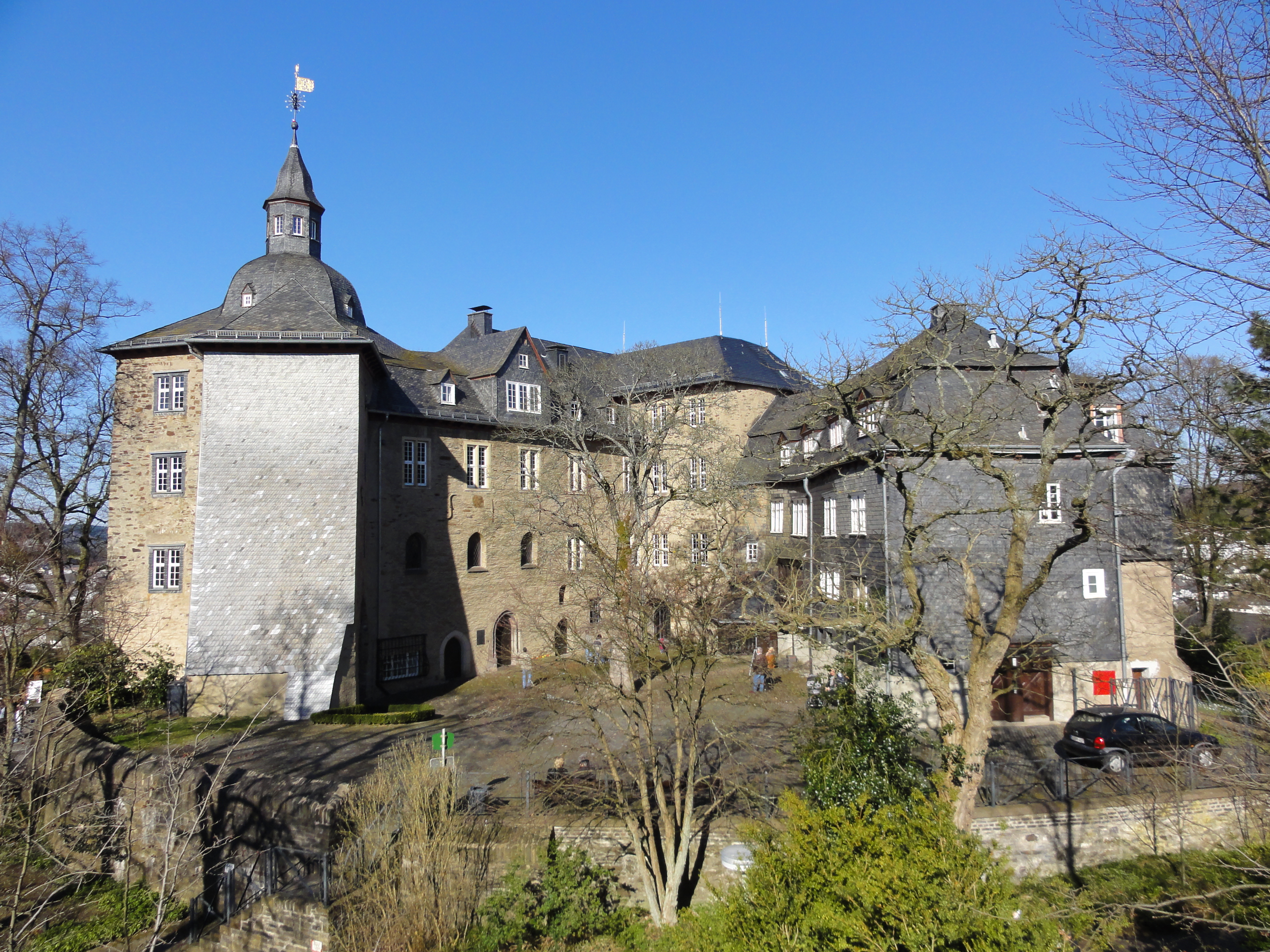
Slot Siegen
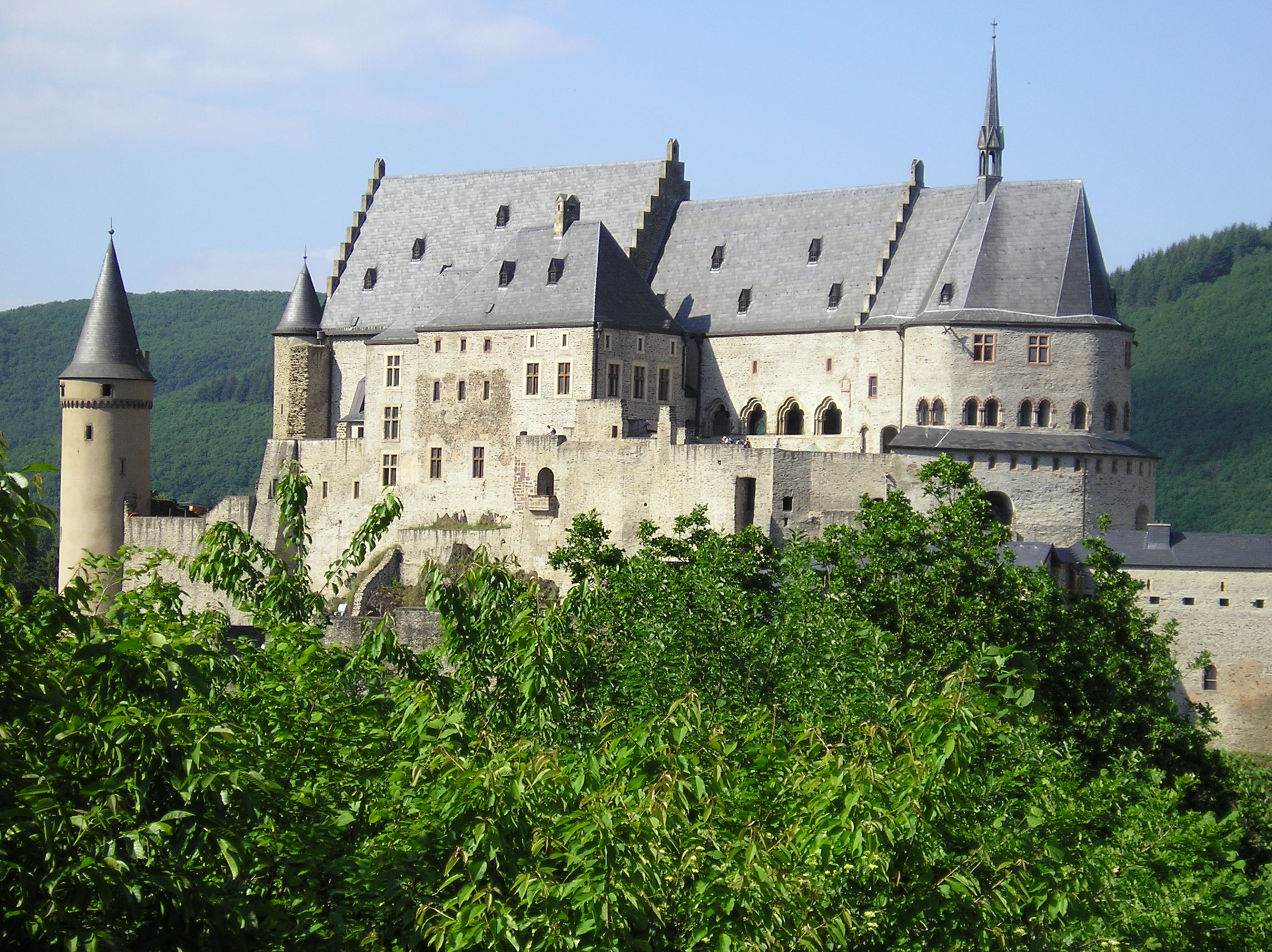
Kasteel Vianden
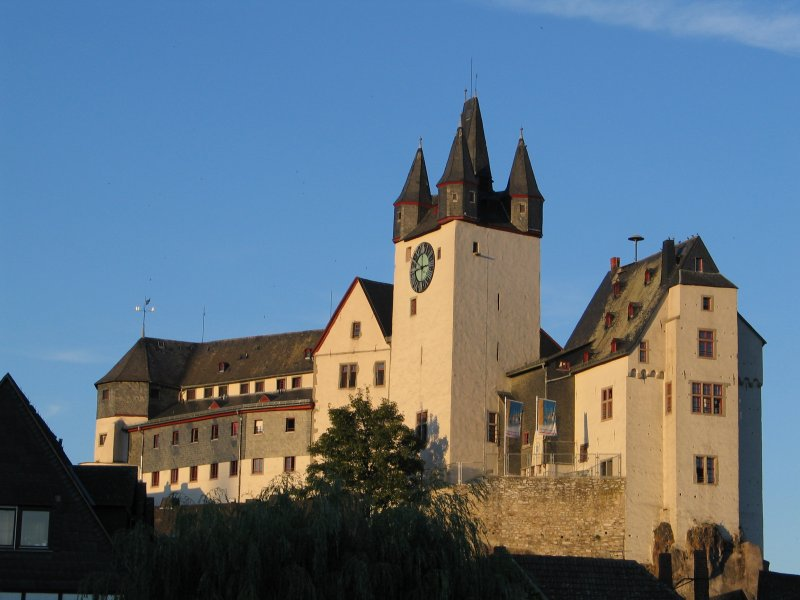
De Burcht Diez

## De scheldbrief van Johan

Scheldbrief van Johan III tegen Jan van Beieren (Hessisches Hauptstaatsarchiv Abt. 170 I Nr. U 1026)

Johan nam in 1418 aan de zijde van Jan van Beieren deel aan het Beleg van Dordrecht tegen Jan IV van Brabant en Jacoba van Beieren. Doordat Johan het krijgsgeluk aan zijn zijde had, boekte het leger van Jan van Beieren de overwinning. Voor deze krijgsdienst was Jan van Beieren Johan 5000 gulden schuldig, welk bedrag hij in een schuldbrief beloofde te betalen op 25 juli 1419 in Arnhem. Jan van Beieren betaalde zijn schuld echter niet. Nadat een aanklacht bij een veemgericht in Westfalen zonder succes was, nam Johan zijn toevlucht tot een scheldbrief die hij naar meerdere adelshoven zond. In deze scheldbrief werd Jan van Beieren als woordbreker en niet-betaler van zijn schulden te schande gemaakt. In de brief is een tekening opgenomen die veel lijkt op een huidige cartoon waarin Jan van Beieren is afgebeeld die een varken bij zijn krulstaart omhoog houdt en met de andere hand zijn zegelstempel op het achterwerk van het varken drukt. De begeleidende tekst luidt:
“Ich, der Graf von Hennegau und Holland,
stehe hier vor dem Hintern dieser Sau
und drücke hier mein Siegel an,
weil ich es verpfändet und nicht eingelöst habe
von dem Junggrafen Johann von Nassau.
In Briefen ist es doch nicht mehr zu Danke,
so wenig wie mein Eidschwur und meine Ehre.
Ein Thor, der mir noch ferner dient.”
Als bewijs voor de schuld bevatte de brief ook een afschrift van de oorspronkelijke schuldbrief van Jan van Beieren aan Johan. De scheldbrief is 80 cm lang en 42 cm breed en wordt bewaard in het Hessische Hauptstaatsarchiv te Wiesbaden.

## Buitenechtelijk kind
Johan had een buitenechtelijk kind bij een onbekend gebleven vrouw:
1. Elisabeth van Nassau, was non te Keulen 1501.

## Voorouders
| Voorouders van Johan III ‘de Jongere’ van Nassau-Siegen | Voorouders van Johan III ‘de Jongere’ van Nassau-Siegen                                                   | Voorouders van Johan III ‘de Jongere’ van Nassau-Siegen                                                   | Voorouders van Johan III ‘de Jongere’ van Nassau-Siegen                           | Voorouders van Johan III ‘de Jongere’ van Nassau-Siegen                           | Voorouders van Johan III ‘de Jongere’ van Nassau-Siegen                           | Voorouders van Johan III ‘de Jongere’ van Nassau-Siegen                           | Voorouders van Johan III ‘de Jongere’ van Nassau-Siegen                                   | Voorouders van Johan III ‘de Jongere’ van Nassau-Siegen                                     |
| ------------------------------------------------------- | --- | --- | --------------------------------------------------------------------------------- | --------------------------------------------------------------------------------- | --------------------------------------------------------------------------------- | --------------------------------------------------------------------------------- | ----------------------------------------------------------------------------------------- | ------------------------------------------------------------------------------------------- |
| Betovergrootouders                                      | Otto I van Nassau (?–1289/90) ⚭ vóór 1270 Agnes van Leiningen (?–na 1299)                                 | Dirk II van Heinsberg en Blankenberg (?–1303) ⚭ 1253 Johanna van Leuven (?–1291)                          | Godfried I van Vianden (?–1307/1310) ⚭ 1278 Aleidis van Oudenaarde (?–1305)       | Lodewijk van Arnsberg (?–1312/13) ⚭ vóór 1276 Petronella van Gulik (?–na 1299)    | Everhard I van der Mark (?–1308) ⚭ 1273 Irmgard van Berg (?–1294)                 | Johan van Arberg (?–1281) ⚭ vóór 1273 Catharina van Gulik (?–na 1287)             | Diederik VI van Kleef (1256/57–1305) ⚭ 1290 Margaretha van Habsburg (?–ca. 1333)          | Reinoud I van Gelre en Zutphen (ca. 1255–1326) ⚭ 1286 Margaretha van Vlaanderen (?–na 1327) |
| Overgrootouders                                         | Hendrik I van Nassau-Siegen (ca. 1270–1343) ⚭ vóór 1302 Adelheid van Heinsberg en Blankenberg (?–na 1343) | Hendrik I van Nassau-Siegen (ca. 1270–1343) ⚭ vóór 1302 Adelheid van Heinsberg en Blankenberg (?–na 1343) | Filips II van Vianden (?–1315/16) ⚭ Adelheid van Arnsberg (?–?)                   | Filips II van Vianden (?–1315/16) ⚭ Adelheid van Arnsberg (?–?)                   | Engelbrecht II van der Mark (?–1328) ⚭ 1299 Mechtild van Arberg (?–1367)          | Engelbrecht II van der Mark (?–1328) ⚭ 1299 Mechtild van Arberg (?–1367)          | Diederik VII van Kleef (1291–1347) ⚭ 1308 Margaretha van Gelre en Zutphen (ca. 1290–1331) | Diederik VII van Kleef (1291–1347) ⚭ 1308 Margaretha van Gelre en Zutphen (ca. 1290–1331)   |
| Grootouders                                             | Otto II van Nassau-Siegen (ca. 1305–1350/51) ⚭ 1331 Adelheid van Vianden (?–1376)                         | Otto II van Nassau-Siegen (ca. 1305–1350/51) ⚭ 1331 Adelheid van Vianden (?–1376)                         | Otto II van Nassau-Siegen (ca. 1305–1350/51) ⚭ 1331 Adelheid van Vianden (?–1376) | Otto II van Nassau-Siegen (ca. 1305–1350/51) ⚭ 1331 Adelheid van Vianden (?–1376) | Adolf II van der Mark (?–1347) ⚭ 1332 Margaretha van Kleef (?–na 1348)            | Adolf II van der Mark (?–1347) ⚭ 1332 Margaretha van Kleef (?–na 1348)            | Adolf II van der Mark (?–1347) ⚭ 1332 Margaretha van Kleef (?–na 1348)                    | Adolf II van der Mark (?–1347) ⚭ 1332 Margaretha van Kleef (?–na 1348)                      |
| Ouders                                                  | Johan I van Nassau-Siegen (ca. 1339–1416) ⚭ 1357 Margaretha van der Mark (?–1409)                         | Johan I van Nassau-Siegen (ca. 1339–1416) ⚭ 1357 Margaretha van der Mark (?–1409)                         | Johan I van Nassau-Siegen (ca. 1339–1416) ⚭ 1357 Margaretha van der Mark (?–1409) | Johan I van Nassau-Siegen (ca. 1339–1416) ⚭ 1357 Margaretha van der Mark (?–1409) | Johan I van Nassau-Siegen (ca. 1339–1416) ⚭ 1357 Margaretha van der Mark (?–1409) | Johan I van Nassau-Siegen (ca. 1339–1416) ⚭ 1357 Margaretha van der Mark (?–1409) | Johan I van Nassau-Siegen (ca. 1339–1416) ⚭ 1357 Margaretha van der Mark (?–1409)         | Johan I van Nassau-Siegen (ca. 1339–1416) ⚭ 1357 Margaretha van der Mark (?–1409)           |